# 爆球Hit！轟烈彈珠人
《爆球Hit！轟烈彈珠人》（日語：爆球Hit！クラッシュビーダマン）是倉谷友也所作的日本漫畫，在小學館漫畫雜誌《快樂快樂月刊》連載，此外根據本作改編的電視動畫作品於2006年1月9日到同年12月25日期間在東京電視台播放。

## 登場人物
- 玉賀 必人（配音員：笹島かほる／臺：王瑞芹／港：顧詠雪）

專用機：熾焰龍神→爆炎龍神
本作主角，性格熱血的少年，但腦筋則是公認的單細胞水準，總是直來直往。
在11歲生日的當天收到了由父親親手製作的彈珠人“熾焰龍神”，就此一腳踏進彈珠人的世界。
- 藏木 古道（配音員：高乃麗／臺：劉傑／港：譚淑英）

專用機：光明天馬、暗影龍獸→閃光天馬、幻影龍獸
實力高超的彈珠戰士，生性高冷，不好社交，總是單獨行動，娜娜曾給予他“鬥魂如冰一般冷徹”的評語。
以往討厭與人產生交集，但隨著時間過去，也漸漸體認到朋友的重要性。
- 仙堂 娜娜（配音員：神田朱未／臺：林美秀／港：魏惠娥）

必人的青梅竹馬，是位千金大小姐，對於做事不經過大腦的必人感到十分頭痛。
- 月野 金太（配音員：福圓美里／臺：雷碧文／港：陳雪瑩）

專用機：疾速戰神→烈風戰神
以“彈珠人獵人”自居的少年，行為充滿自信，相較於必人顯得冷靜許多，但有時也有著略顯孩子氣、亟欲出頭的一面，特長為高速連射。
疾速戰神是金太的爺爺在金太小時候送。
- 真田 銃兵衛（配音員：小山力也、松本幸（少年）／臺：梁興昌）

專用機：狙擊槍神→重裝槍神
如同武士一般刻苦修行的剛毅男子，擅長家傳的控制型精密射擊，唯一的罩門是不會游泳。
性格率直有禮，對熟人的稱呼會用敬語。
- 卡拉修（配音員：松本吉朗／臺：劉傑）

銃兵衛的夥伴，是一直有靈性的烏鴉，能夠聽得懂人說話。
- 神岡 照間（配音員：神谷浩史、代配：野島健兒／臺：黃天佑／港：楊啟健）

專用機：暴風獅鷲
擁有雙重性格的怪異青年，其中一個是如聖人一般的性格，彬彬有禮，待人和善；另一個性格則恰好相反，既狂妄、不受拘束又充滿破壞的衝動，並且用詞上會出現許多和惡魔有關的詞句。
在劇中是個神出鬼沒的角色，不管必人一夥走到哪，總是會出現他四處打工或是搞破壞的身影。
- 深入 喬（配音員：宮野真守／臺：黃天佑／港：陳健豪）

必人在北方地帶的嚮導，行事風格充滿紳士氣息，為人正直，但據其本人表示似乎有著容易多管閒事的壞毛病。
似乎是宿命論者，時常認為一切都是命運的安排。
- 波平 海人（配音員：淺野麻由美／臺：林美秀／港：魏惠娥）
- 玉賀 光太郎（配音員：白鳥修馬／臺：梁興昌）／港：陳偉權）

必人的父親，是位研究彈珠人的科學家，包含必人的“熾焰龍神”在內，擁有不少優秀的作品。
- 鳥賀教授（配音員：麦人／臺：黃天佑／港：陳偉權）
- 神秘老人（配音員：宮澤正）／港：陳健豪）
- 卡拉修BB（配音員：KOUSAKU／臺：劉傑）
- 玉賀 隼人（配音員：野田圭一、笹島かほる（少年）
- 月野 周太（配音員：魚建、福圓美里（少年））
- 真田 勘兵衛（配音員：小山力也（少年）／臺：梁興昌）
- 月野 春子（配音員：水原薫）
- 月野 夏子（配音員：土谷麻貴）
- 月野 秋子（配音員：峰岸由香里）
- 美吉 数馬（配音員：水島大宙／臺：劉傑／港：陳健豪）
- 日向 俊（配音員：金田晶代）
- 黒駒 虎鉄（配音員：大畑伸太郎／臺：劉傑）
- 大黒 金蔵（配音員：野島健兒）
- 大黒 銀蔵（配音員：永野善一）
- 政雄（配音員：奈良徹）
- 審判少年（配音員：出村貴／港：陳健豪）
- 神取 美鷹（配音員：齊藤梨繪）
- 釧路 和夫（配音員：永野善一）
- 釧路 彌生（配音員：瀨戶奈保子）
- 釧路 葉月（配音員：吉原ナツキ）
- 釧路 慎一郎（配音員：桑島三幸）／港：陳健豪）
- 太郎（配音員：沼田祐介）
- 次郎（配音員：吉原ナツキ）
- 大会委員長（配音員：齊藤貴美子（日语：斉藤貴美子））
- 美吉 一元斎（配音員：乃村健次）
- 真田 一兵衛（配音員：稻田徹）
- 的場 マモル
- 西島 荒（配音員：芝原千弥子、港：魏惠娥）
- 岡 大藏（配音員：竹本英史／臺：梁興昌／港：陳志強）

專用機：邪惡魔獸
- 竹市 伴平（配音員：大原沙耶香／臺：林美秀）

專用機：鋼鐵奧丁
- 荒崎 凶介（配音員：鳥海浩輔／臺：梁興昌／港：楊啟健）

專用機：超巴哈姆特、零式˙巴哈姆特

## 使用彈珠人
- 必人：

熾焰龍神(Magnum Ifrit)-->爆炎龍神(Justice Ifrit)
- 金太：

疾速戰神(Blitz Garuda)-->烈風戰神(Mach Garuda)
- 娜娜：

普通彈珠人
- 銃兵衛：

狙撃槍神(Bal Tauros)-->重裝槍神(Assault Tauros)
- 古道：

光明天馬(Rave Pegasus)，闇影龍獸(Shade Wyvern)-->閃光天馬(Shining Pegasus)，幻影龍獸(Reflect Wyvern)-->帝王．超皇龍(Eclipse Dragon)
- 照間：

暴風獅鷲(Storm Griffon)
- 大藏：

邪惡魔獸(Evil Levioth)
- 伴平：

鋼鐵奧丁(Iron Odin)
- 凶介：

超．巴哈姆特(Omega Bahamut)、零式．巴哈姆特(Alpha Bahamut)
終極．巴哈姆特(Ultimate Bahamut)

## 動畫

### 製作群
- 原作：倉谷友也（小學館 快樂快樂月刊連載）
- 企画製片人：松迫由香子（東京電視台）、木村京太郎（讀賣廣告社）、大田克彦（小學館）、西村*浩哉（ディーライツ）、李銀美
- 成果報酬廣告製片人：本橋寿一、張元鳳、梶剛士
- 系列構成：富田祐弘、呉廷恩
- 人物設計：木村豪、金相国
- 機械設計：内田壮則
- 作画監修：長森佳容
- 標題：遠藤公祐
- 美術監督：坂本信人、李剛旭
- 美術擔任：李凡善
- 背景協助：bic・studio
- CG監督：後藤陽、橋本英明、朴美煕
- 攝影監督：咸善基
- 編集：小野寺桂子、金香淑
- 影像編集：東京現像所、金沢佳明
- 音樂：山原一浩
- 音響監督：髙橋秀雄
- 音響製作：サンオンキョー、会田昌克、平井勝也
- 錄音：阿部智佳子
- 錄音助手：藤村聡
- 錄音工作室：タバック
- 效果：フィズサウンド、鷲尾健太郎
- 製作補佐：中條元史
- 製作擔任：阿部勇
- 設定製作：小岩井博
- 節目宣伝：黒田多加恵（東京電視台）、石井真知子（東京電視台）
- 製片人：青木俊志（東京電視台）、池田慎一、青木真美子
- 助手製片人：目時尚子
- 動畫製片人：田中敦、金東亨
- 動畫監督：安珍模
- 動畫製作協助：Synergy SP、HeeWon Entertainment、SONOKONG
- 製作協助：SONOKONG、Synergy SP、HeeWon Entertainment、タマプロダクション、アニメーション・プラネット、K-PRODUCTION
- 協助：堀越研次、五十嵐隆史
- 監督：奥村よしあき
- 助監督：川西泰二
- 動畫製作：日本アニメディア
- 製作：東京電視台、讀賣廣告社、d-rights
- 著作権表示：©倉谷友也 / 小學館・タカラ→タカラトミー・ディーライツ・ソノコン・東京電視台

### 主題曲
- 片頭曲：『ビーダー・フォーエバー』（第1集 - 第50集）（2006年1月9日 - 2006年12月25日）

演唱：松原剛志、作詞・作曲・編曲：HΛL
- 片尾曲1：『明日に向かって Get Dream!』（第1集 - 第14集）（2006年1月9日 - 2006年4月17日）

演唱：Lia、作詞・作曲・編曲：HΛL
- 片尾曲2：『PRIDE ～try to fight!～』（第15集 - 第36集）（2006年4月24日 - 2006年9月18日）

演唱：Lia、作詞：三井ゆきこ、作曲・編曲：HΛL
- 片尾曲3：『Over the Future』（第37集 - 第50集）（2006年9月25日 - 2006年12月25日）

演唱：Lia、作詞：三井ゆきこ、作曲：IPPEI、編曲：HΛL

### 播出時間
- 日本
  - 東京電視系
    - 2006年1月9日－2006年3月27日（第1集－第11集）每週一 18:00－18:30
    - 2006年4月3日－2006年12月25日（第12集－第50集）每週一 17:30－18:00
- 台灣
  - 卡通頻道
    - 2007年3月28日開始每週一至週五18:00播出。
- 香港
  - 亞洲電視本港台
    - 2011年1月13日－2011年3月23日每週一至週五 17:15－17:45

### 各集標題
| 集数 | 日文標題 | 中文標題                 |
| ---- | -------- | ------------------------ |
| 1    |          | 衝破逆境                 |
| 2    |          | 古道出現了               |
| 3    |          | 決鬥!美吉道場            |
| 4    |          | 擁有兩張面孔的彈珠戰士   |
| 5    |          | 被偷走的彈珠人           |
| 6    |          | 撞擊!汽油桶大戰          |
| 7    |          | 危險!轟烈飛彈            |
| 8    |          | 甦醒的彈珠人             |
| 9    |          | 決戰！B-1轟烈盃          |
| 10   |          | 一彈中的、大海的彈珠鬥魂 |
| 11   |          | 激鬥！冰上的轟烈戰鬥     |
| 12   |          | 冷徹！古道的彈珠鬥魂     |
| 13   |          | 準決賽、約定的一擊       |
| 14   |          | 決勝！必人V.S.古道       |
| 15   |          | 破壞王!岡大藏!!          |
| 16   |          | 給必人的挑戰書           |
| 17   |          | 邪惡四天王               |
| 18   |          | 美麗的死神陷阱           |
| 19   |          | 達拉密公主               |
| 20   |          | 憤怒吧!流淚的統兵衛      |
| 21   |          | 破壞之塔                 |
| 22   |          | 天使，惡魔與公主         |
| 23   |          | 黑暗蜥蜴的尾巴           |
| 24   |          | 消失的火焰               |
| 25   |          | 與火焰重逢               |
| 26   |          | 衝破!爆風之壁            |
| 27   |          | 地獄谷的金太             |
| 28   |          | 巨大的邪惡陰影           |
| 29   |          | 擊碎流冰原!              |
| 30   |          | 兩人的J!這也是命運!      |
| 31   |          | 冰凍森林競技大賽         |
| 32   |          | 黑暗組織的陰謀           |
| 33   |          | 恐怖的彈珠戰士狩獵       |
| 34   |          | 射擊!必人                |
| 35   |          | 空虛的勝利               |
| 36   |          | 七個彈珠戰士之謎         |
| 37   |          | 獄門島的怪人             |
| 38   |          | 移動的墓碑               |
| 39   |          | 惡魔的大反擊             |
| 40   |          | 對決!鬼田一機            |
| 41   |          | 摧毀戰爭武器             |
| 42   |          | 背叛的前夜祭             |
| 43   |          | 混戰!戰鬥樂園            |
| 44   |          | 前往決戰地               |
| 45   |          | 新島攻防戰               |
| 46   |          | 擊退月光下張牙舞爪的惡徒 |
| 47   |          | 照間的光輝               |
| 48   |          | 失去的光芒               |
| 49   |          | 新島的長橋               |
| 50   |          | 射擊!火熱的彈珠鬥魂      |

## 外部連結
- 動畫官方網站，存档于（存檔日期 2021-03-23）（日語）

## 節目的變遷
| 香港 亞洲電視本港台 星期一至五 17:15-17:45 節目 · 3月7日起 17:00-17:30 | 香港 亞洲電視本港台 星期一至五 17:15-17:45 節目 · 3月7日起 17:00-17:30 | 香港 亞洲電視本港台 星期一至五 17:15-17:45 節目 · 3月7日起 17:00-17:30 |
| ---------------------------------------------------------------------- | ---------------------------------------------------------------------- | ---------------------------------------------------------------------- |
|                                                                        | 爆球Hit！轟烈彈珠人 （2011年1月13日－2011年3月23日）                   |                                                                        |
| 海賊王 第1－52集 重播                                                  | 奇幻寶貝 重播                                                          |                                                                        |
| 香港 亞洲電視本港台 星期一至五 17:00-17:30 節目 · 10月1日 10:45-11:15  |                                                                        |                                                                        |
| 徹之進 重播                                                            | 爆球Hit！轟烈彈珠人 重播 （2013年9月2日－2013年11月8日）               | 冒險王比特 重播                                                        |